# Atherinella chagresi
Atherinella chagresi is een straalvinnige vissensoort uit de familie van koornaarvissen (Atherinopsidae). De wetenschappelijke naam van de soort is voor het eerst geldig gepubliceerd in 1914 door Meek & Hildebrand.